# Uncle Acid and the Deadbeats
Az Uncle Acid and the Deadbeats angol doom metal/heavy metal/okkult rock/pszichedelikus rock együttes. 2009-ben alakult Cambridge-ben. Nevüket a Cactus zenekar énekesének, Rusty Day-nek együtteséről kapták (Uncle Acid and the Permanent Damage). A Metal Blade Records hivatalos honlapján Alice Cooperhez, a Black Sabbath-hoz és a The Stoogeshoz hasonlították őket. Az Allmusic honlapján pedig a Beatles-hez és Charles Mansonhoz hasonlították az együttes zenéjét.

## Tagok
- "Uncle Acid" (Kevin R. Starrs) – ének, gitár, orgona (2009–)
- Vaughn Stokes – ritmusgitár, vokál (2015–)
- Jon Rice – dob (2017-)
- Justin Smith – basszusgitár (2018-)

## Korábbi tagok
- "Kat" – basszusgitár (2009-2011)
- Dean Millar – basszusgitár, vokál (2012-2015)
- "Red" – dob (2009-2011)
- Thomas Mowforth – dob (2012-2013)
- Itamar Rubinger – dob (2013–2016)
- Yotam Rubinger – ritmusgitár, vokál (2012–2016)

## Diszkográfia
- Volume 1 (2010)
- Blood Lust (2011)
- Mind Control (2013)
- The Night Creeper (2015)
- Wasteland (2018)